# 新北市立林口高級中學
新北市立林口高級中學（New Taipei Municipal Linkou Senior High School），簡稱林高、林口高中、LKSH。

## 學校特色
學校位於林口台地，早年冬季濕氣高時有時會起相當大的濃霧，近年林口區較多新大樓築起，情況已改變。
校地面積4.995公頃，設備新穎， 科學館頂樓有耗資千萬興建之星象館與天文台，更設有大量的太陽能板，綠色環保的教學，校園地大，附近的交通安全佳，鄰近運動公園及棒球場。
以「健康、快樂、和諧、希望」作為學校發展願景。

## 校史
- 1995年年4月24日：成立臺灣省立林口高級中學籌備處。
- 2000年2月1日：改隸為國立林口高級中學籌備處。8月1日正式招生，第一年招收學生十班。
- 2013年1月1日：改隸為「新北市立林口高級中學」。

## 歷屆校長
1. 張保光先生：2000/7/1~2006/7/31
2. 蔡伊佑女士：2006/8/1~2010/1/31（羅清雲代理:2010/2/1~2010/7/31）
3. 賴春錦女士：2010/8/1~2017/6/30
4. 高栢鈴先生：2017/8/1-至今

## 外部連結
- 新北市立林口高級中學 （页面存档备份，存于）
- 林口高中教學資訊網